# Communauté de communes du Pays d’Iroise
Die Communauté de communes du Pays d’Iroise ist ein französischer Gemeindeverband mit der Rechtsform einer Communauté de communes im Département Finistère in der Region Bretagne. Der Verband besteht aus 19 Gemeinden im Nordwesten des Départements, zwischen dem Ärmelkanal im Norden, dem Atlantik mit dem Seegebiet Chenal du Four im Westen und der Bucht von Brest im Süden. Verwaltungssitz ist der Ort Lanrivoaré.

## Entwicklung
Der Verband wurde am 8. Dezember 1992 mit zunächst 11 Gemeinden (25.000 Einwohnern) gegründet, nachdem ein Vorgängerzusammenschluss, das „Syndicat intercommunal à vocation multiple der Region Saint-Renan“, aufgelöst worden war. 1994 trat die Gemeinde Île-Molène bei. Nach der Auflösung des Syndicat intercommunal à vocation multiple Ploudalmézeau schlossen sich 1997 weitere acht Gemeinden an, die die Einwohnerzahl des Gemeindeverbandes auf die heutige Zahl anhoben.

## Mitgliedsgemeinden
| Gemeinde                                | Einwohner 1. Januar 2022 | Fläche km² | Dichte Einw./km² | Code INSEE | Postleitzahl |
| --------------------------------------- | ------------------------ | ---------- | ---------------- | ---------- | ------------ |
| Brélès                                  | 867                      | 14,06      | 62               | 29017      | 29810        |
| Île-Molène                              | 166                      | 0,75       | 221              | 29084      | 29259        |
| Lampaul-Plouarzel                       | 2.176                    | 4,04       | 539              | 29098      | 29810        |
| Lampaul-Ploudalmézeau                   | 815                      | 6,35       | 128              | 29099      | 29830        |
| Landunvez                               | 1.548                    | 13,53      | 114              | 29109      | 29840        |
| Lanildut                                | 987                      | 5,82       | 170              | 29112      | 29840        |
| Lanrivoaré                              | 1.539                    | 14,89      | 103              | 29119      | 29290        |
| Le Conquet                              | 2.814                    | 8,45       | 333              | 29040      | 29217        |
| Locmaria-Plouzané                       | 5.160                    | 23,16      | 223              | 29130      | 29280        |
| Milizac-Guipronvel                      | 4.733                    | 41,62      | 114              | 29076      | 29290        |
| Plouarzel                               | 3.987                    | 42,83      | 93               | 29177      | 29810        |
| Ploudalmézeau                           | 6.440                    | 23,18      | 278              | 29178      | 29830        |
| Plougonvelin                            | 4.520                    | 18,69      | 242              | 29190      | 29217        |
| Ploumoguer                              | 2.097                    | 38,93      | 54               | 29201      | 29810        |
| Plourin                                 | 1.263                    | 25,69      | 49               | 29208      | 29830        |
| Porspoder                               | 1.761                    | 11,29      | 156              | 29221      | 29840        |
| Saint-Renan                             | 8.454                    | 13,31      | 635              | 29260      | 29290        |
| Trébabu                                 | 365                      | 4,36       | 84               | 29282      | 29217        |
| Tréouergat                              | 325                      | 6,10       | 53               | 29299      | 29290        |
| Communauté de communes du Pays d’Iroise | 50.017                   | 317,05     | 158              | –          | –            |

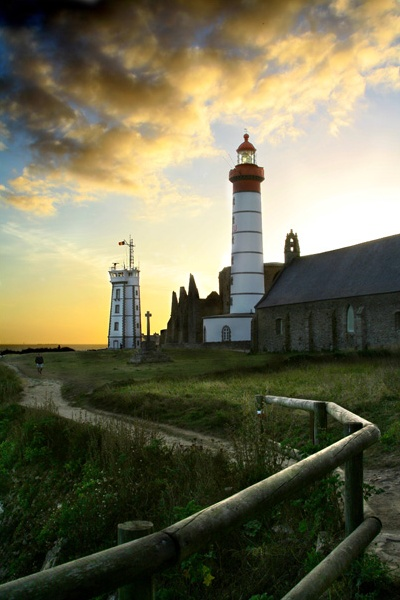
Leuchtturm Saint Mathieu bei Plougonvelin
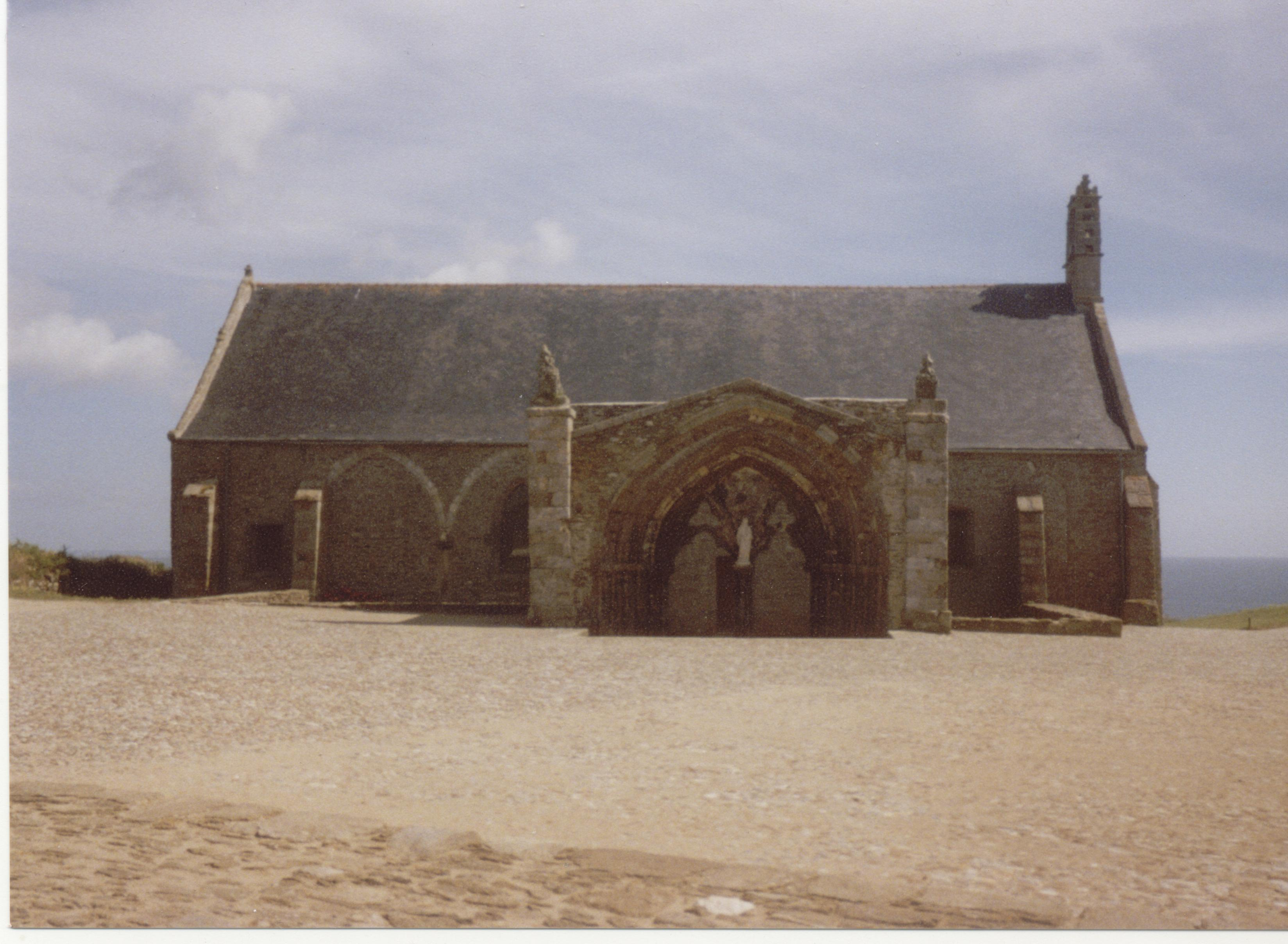
Kapelle Saint Mathieu bei Plougonvelin
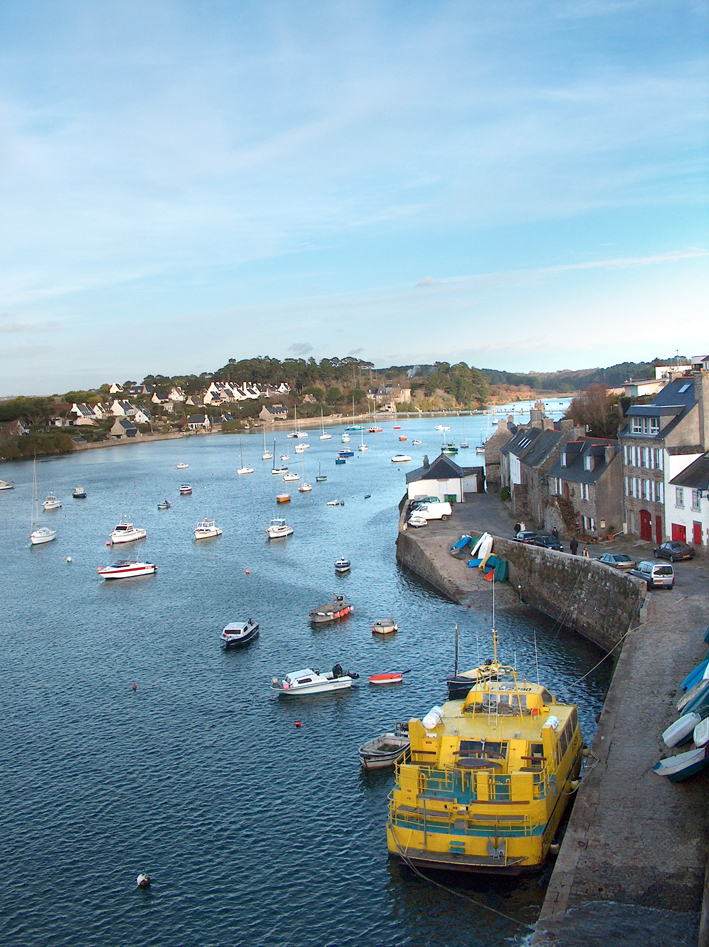
Hafen von Le Conquet
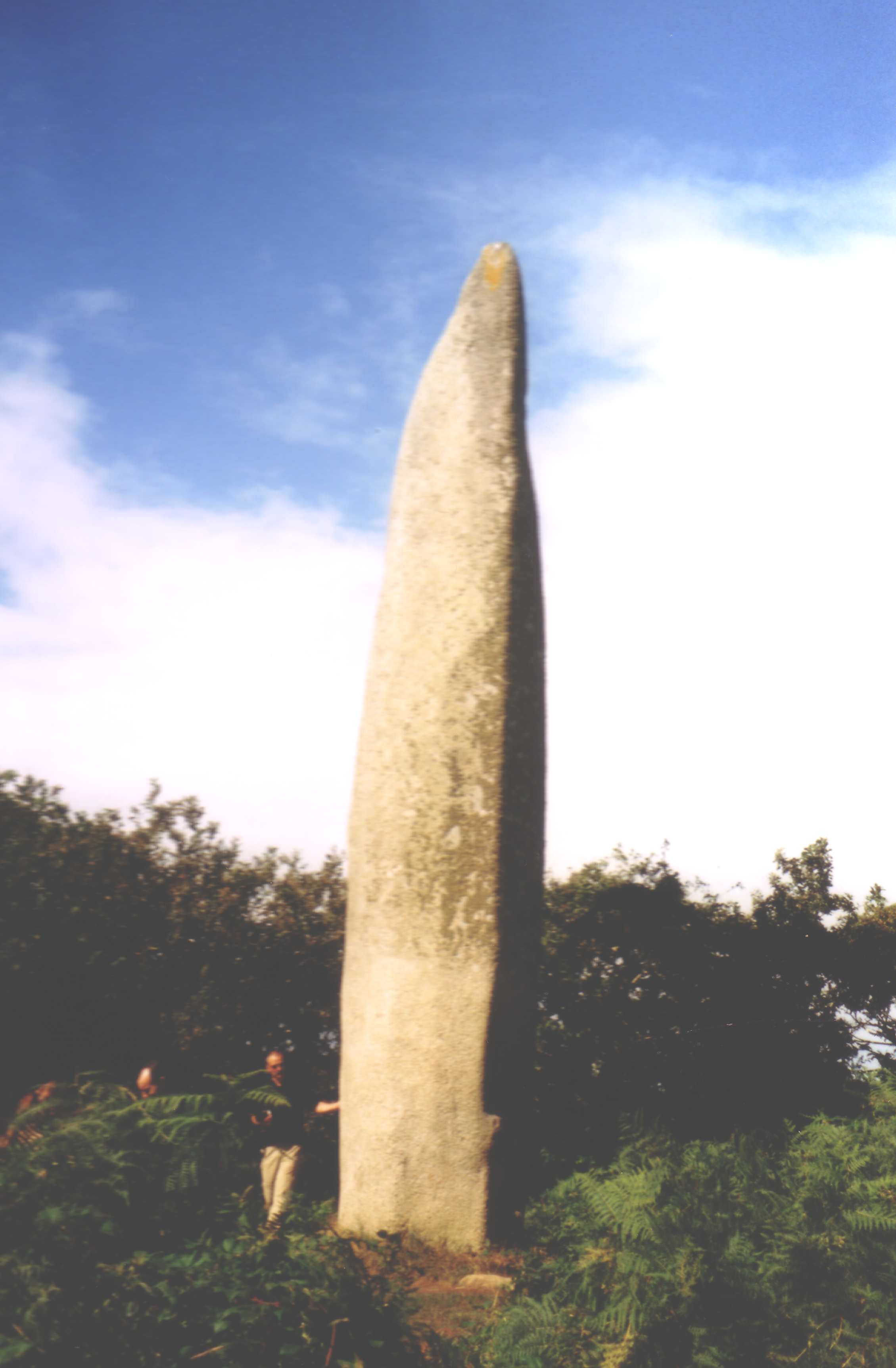
Menhir in Plouarzel